# I delitti di via Medina-Sidonia
I delitti di via Medina-Sidonia è il primo romanzo giallo dello scrittore palermitano Santo Piazzese, pubblicato nel 1996.

## Trama
Protagonista è Lorenzo La Marca, ricercatore universitario che si vede costretto ad indagare sulla strana morte, probabilmente un suicidio, di un suo amico ed ex collega. L'indagine, che si svolge a Palermo, lo porterà a conoscere la ex-ragazza della povera vittima, ad incontrare i suoi colleghi al Dipartimento di Botanica fuori dal lavoro. A riavvicinarsi alla bella e fascinosa Michelle, ad incontrare la sorella Maruzza ed il cognato Armando. A scontrarsi, ma poi amichevolmente, con il commissario di polizia Spotorno, che indaga sulla morte.

## Edizioni
- Santo Piazzese, I delitti di via Medina-Sidonia, La memoria, Palermo, Sellerio, 1996,  p. 291, ISBN 88-389-1234-3.